# الأكاديمية النرويجية للعلوم التكنولوجية
الأكاديمية النرويجية للعلوم التكنولوجية (بالإنجليزية: Norwegian Academy of Technological Sciences)‏ هي أكاديمية علوم، تأسست في 1954، في النرويج.
وتضم نحو 500 عضو. وهي عضو في المجلس الدولي لأكاديميات العلوم الهندسية والتكنولوجية (CAETS) والمجلس الأوروبي للعلوم التطبيقية والهندسة (Euro-CASE).